# El Escorial
El Escorial, também conhecido como El Escorial de Abajo, é um município da Espanha na província e comunidade autónoma de Madrid, de área 68,8 km² com população de 14 492 habitantes (2007) e densidade populacional de 210,64 hab./km². O nome não oficial de El Escorial de Abajo é usado para o distinguir do vizinho San Lorenzo de El Escorial, que por sua vez é conhecido como El Escorial de Arriba e é onde se situa o Mosteiro do Escorial, igualmente conhecido por El Escorial.

## Demografia
| Variação demográfica do município entre 1991 e 2004 | Variação demográfica do município entre 1991 e 2004 | Variação demográfica do município entre 1991 e 2004 | Variação demográfica do município entre 1991 e 2004 |
| --------------------------------------------------- | --------------------------------------------------- | --------------------------------------------------- | --------------------------------------------------- |
| 1991                                                | 1996                                                | 2001                                                | 2004                                                |
| 6916                                                | 8554                                                | 10967                                               | 12975                                               |